# إعلان الولايات المتحدة الحرب على إيطاليا
في 11 ديسمبر 1941، ردًا على إعلان إيطاليا الحرب على الولايات المتحدة، بعد أربعة أيام من الهجوم الياباني المفاجئ على بيرل هاربر، وبعد ثلاثة أيام من إعلان الولايات المتحدة الحرب على إمبراطورية اليابان، أقر كونغرس الولايات المتحدة القرار المشترك الذي يعلن وجود حالة حرب بين حكومة إيطاليا وحكومة وشعب الولايات المتحدة ويضع أحكامًا لمقاضاة ذلك، وبالتالي إعلان الحرب على إيطاليا. كما أعلنت الحرب على ألمانيا في نفس اليوم.